# (89959) 2002 NT7
(89959) 2002 NT7 ist ein Asteroid des Apollo-Typs, der am 9. Juli 2002 im Rahmen des LINEAR-Suchprogramms in New Mexico (USA) entdeckt wurde. Er war der zweite Asteroid in der Geschichte, für den ein positiver Wert auf der Palermo-Skala, einer Skala zur Beurteilung des Risikos eines Einschlags auf der Erde, ermittelt wurde.
Der Planetoid bewegt sich in einem Abstand von 0,8 (Perihel) bis 2,7 (Aphel) astronomischen Einheiten in 2,29 Jahren um die Sonne. Seine Bahn ist um rund 42° gegen die Ekliptik geneigt.
Untersuchungen zeigen, dass die Helligkeitskurve von 2002 NT7 eine ungewöhnliche Form aufweist, die möglicherweise auf Verschattungseffekte zurückzuführen ist. Die Periodizität der Helligkeitsveränderungen deuten auf eine Rotationsperiode von ca. 5,5 Stunden hin.
Aufgrund seiner Helligkeit konnte der mittlere Durchmesser von (89959) 2002 NT7 auf ca. 1,4 km abgeschätzt werden.

## Mögliches Risiko eines Erdeinschlags
Ende Juli 2002, kurz nach seiner Entdeckung, wurde für 2002 NT7 als zweiter Asteroid überhaupt ein positiver Wert auf der Palermo-Skala ermittelt, nach (29075) 1950 DA, für den bereits Anfang April 2002 ein Einschlag im Jahr 2880 ermittelt worden war. Somit ist (89959) 2002 NT7 das zweite Objekt in der Geschichte mit einem positiven Wert auf der Palermo-Skala, jedoch das erste, für das ein Einschlag in näherer Zukunft bestimmt wurde. Demnach bestand zu diesem Zeitpunkt eine geringe Wahrscheinlichkeit für eine Kollision mit der Erde am 1. Februar 2019, was auch auf die damals nur ungenau bekannten Bahndaten zurückzuführen war. Diese Nachricht verbreitete sich in der Folge weltweit in den Medien. Durch eine konkrete Beobachtung von der Privatsternwarte Davidschlag durch Erich Meyer und zahlreiche  weitere Beobachtungen des Asteroiden in den folgenden Tagen verbesserte sich die Genauigkeit der Bahndaten und die Wahrscheinlichkeit eines Einschlags nahm sehr schnell ab.
Am 13. Januar 2019 passierte 2002 NT7 die Erde in einem Abstand von 0,4078 AE (61.010.000 km).